# Methohexital
Methohexital, auch Methohexiton, ist ein sehr kurz wirksames Hypnotikum (Schlafmittel) aus der Reihe der Barbiturate ohne analgetische (schmerzstillende) Wirkung. Es wird als Anästhesiemittel eingesetzt.

## Indikationen und Verwendung
Methohexital wird primär für die kurze Narkose genutzt oder bei einer verlängerten Anästhesie, gefolgt von der Verabreichung anderer Arzneimittel (wie dem heute auch zur Narkoseeinleitung weit häufiger verwendeten Propofol). Die intravenöse Injektion kann schmerzhaft sein, bei Kindern kommt auch die rektale Anwendung in Frage. Es wird arzneilich in Form des wasserlöslichen Natriumsalzes verwendet. Die Wirkung setzt bei einer Dosierung von 1–3 mg/kg Körpergewicht innerhalb von bis zu 30 Sekunden nach intravenöser Injektion ein und hält für fünf bis zehn Minuten an. In seinen Eigenschaften ist Methohexital mit denen des Thiopental, das ebenfalls ein kurzwirkendes Barbiturat darstellt, vergleichbar, es kann aber stärkere exzitatorische Unruhe verursachen und die kürzere Aufwachphase nach Methohexital wird als Vorteil gesehen.
Die Substanz wird nur im Krankenhaus oder ähnlichen Einrichtungen unter fachlich qualifizierter personeller und apparativer Überwachung verwendet. Sie wird auch für eine tiefe Sedierung oder für eine Vollnarkose bei einem chirurgischen Eingriff oder bei Zahnbehandlungen eingesetzt. Eine weitere Indikation ist wegen ihrer hirndrucksenkenden Wirkung die Dauersedierung von Patienten mit einem Schädel-Hirn-Trauma oder einem Hirnödem. Eine zu starke Senkung des arteriellen Blutdrucks durch Barbiturate muss hier aber vermieden oder mit anderen Medikamenten kompensiert werden, da sie zu einem Abfall des zerebralen Perfusionsdrucks (CPP) und damit zu einer weiteren Verschlechterung der Hirndurchblutung führen würde.

Da es sich bei Methohexital um das einzige Barbiturat handelt, das die Krampfschwelle nicht erhöht, sondern im Gegenteil senkt, eignet es sich gut für die Anästhesie bei der Elektrokrampftherapie (EKT), bei der ja gerade ein generalisierter Krampfanfall ausgelöst werden soll. Die Patienten erlangen ihr Bewusstsein innerhalb von drei bis sieben Minuten wieder und sind nach etwa einer halben Stunde wieder im Ausgangszustand, was einen weiteren Vorteil bei diesem kurzen Eingriff bedeutet.
Das Medikament wird auch als Beruhigungsmittel für die Ausführung einer Computer- und Kernspintomografie eingesetzt, um für Notaufnahmen angemessene Bilder zu erhalten.

## Kontraindikationen
Kontraindiziert ist Methohexital bei Überempfindlichkeit gegen Barbiturate und bei Vorerkrankungen wie Epilepsie. Das Medikament sollte nicht bei Asthma oder Stoffwechselerkrankungen eingesetzt werden. Ebenso wenig bei einer gleichzeitigen Therapie mit Warfarin oder Blutgerinnungshemmern.

## Pharmakodynamik und Pharmakokinetik
Pharmakodynamik: Methohexital verlängert die Öffnungszeiten der GABAA-Rezeptoren. Das Barbiturat Methohexital ist in der Lage, den GABAA-Rezeptor zu aktivieren, wodurch es als Sedativum in der Anästhesie zum Einleiten der Narkose benutzt werden kann. Geöffnet werden Ionenkanäle und kanalbildende Ionophoren mit Poren, welche für Chloridionen durchlässig sind. Dabei werden Poren oder Transmembrankanäle gebildet, durch die die entsprechenden Chloridionen diffundieren können (Ionenkanäle).
Durch das Öffnen dieser Ionenkanäle kommt es zu einem Chlorid-Ionen-Einstrom in die Nervenzelle. Es kommt dadurch zu einer (zunächst lokalen) Hyperpolarisation der postsynaptischen Membran (Inhibitorisches postsynaptisches Potential).
Pharmakokinetik: Der schnelle Abfall des Serumspiegels ist auf den schnellen Abbau des lipophilen Methohexital in der Leber und (weniger) auf Umverteilungsprozesse innerhalb des Körpers zurückzuführen. Die Elimination der entstehenden Substanzen erfolgt über die Niere. Ebenso wie andere Barbiturate (Durchschnitt: 85 %) wird es überwiegend (67–91 %) an Plasmaproteine gebunden, hauptsächlich an Albumin. Die Eliminationshalbwertszeit liegt bei vier Stunden, wird aber auch mit 3,22 Stunden und einer Variationsbreite von ± zwei Stunden angegeben. Sie ist aber kontextsensitiv, also abhängig davon, in welcher Dosis das Medikament gegeben wird und ob dies einmalig, repetitiv oder kontinuierlich geschieht.
Der Hauptstoffwechselweg von Methohexital beinhaltet die Oxidation der Pentinyl-Seitenkette unter Bildung von 4-Hydroxymethohexital. Es ist nicht bekannt, ob Methohexital in die Muttermilch übergeht. Wahrscheinlich wird die Plazentaschranke überquert.

## Nebenwirkungen
Wie bei anderen Barbituraten können bei intravenöser Verabreichung von Methohexital Nebenwirkungen eintreten. Methohexital kann Schluckauf und Husten verursachen. Möglich sind auch unwillkürliche Kontraktionen der Muskeln oder ein Stimmritzenkrampf. Es kann auch die Lungenventilation beeinträchtigt werden. Weitere Nebenwirkungen können Atemdepression, Atemstillstand, Atemnot und Kreislaufstillstand sein, die auch als Folge von Schüttelkrämpfen auftreten können, oder arterielle Hypotonie sowie Tachykardie.
Mögliche Nebenwirkungen sind auch Bluthochdruck, postnarkotisches Zittern, vermehrter Speichelfluss, Hyperaktivität der Skelettmuskulatur, Krampfanfälle, Unruhe, Angst (wegen möglicher postoperativer Schmerzen), Kopfschmerzen, Übelkeit, Erbrechen, Bauchschmerzen, Verwirrung, Rötungen, Juckreiz, Nesselsucht, Heuschnupfen und andere akute allergische Reaktionen. Bei der Verabreichung können auch eine akute Thrombose oder Schmerzen an der Injektionsstelle und die Schädigung benachbarter Nerven auftreten.

## Synthese
Methohexital kann aus N-Methylharnstoff und einem zweifach C-substituierten Malonsäureester hergestellt werden.
Durch Alkylierung von Malonsäurediethylester, beginnend mit 2-Brom-3-hexin, entsteht der (1-Methyl-2-pentinyl)-malonsäureester. Anschließend wird mit Allylbromid erneut alkyliert. Die schließlich Umsetzung mit N-Methylharnstoff führt zum Methohexital.

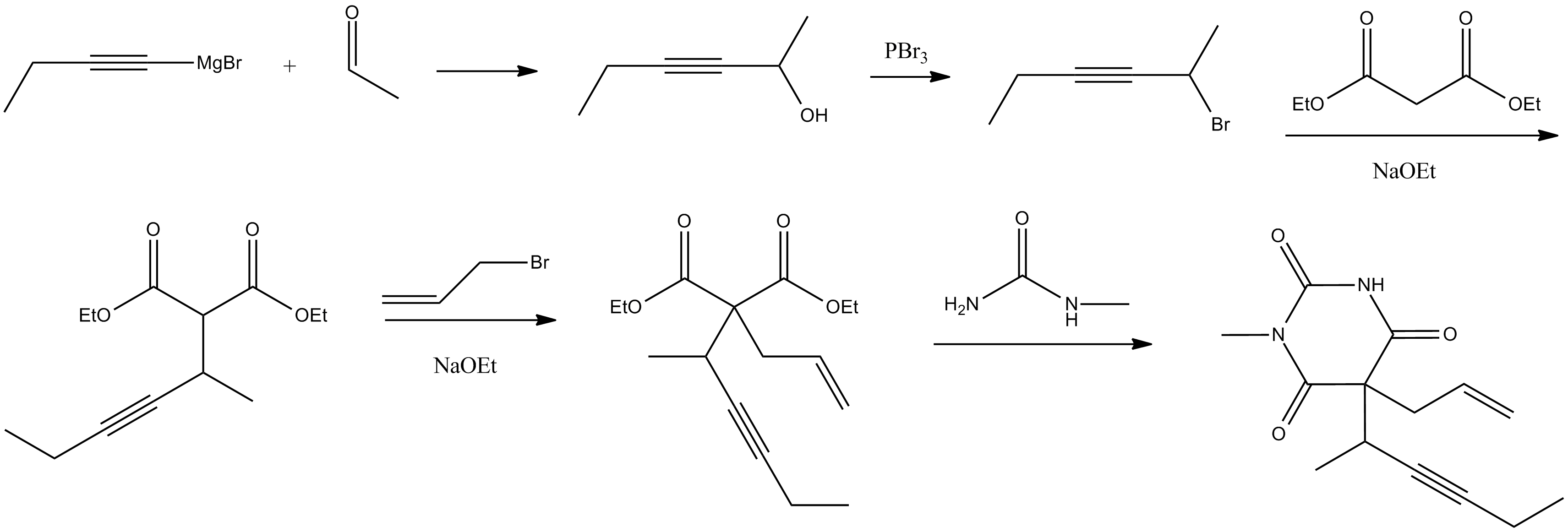
Synthese von Methohexital

W. J. Doran ließ sich 1959 in den USA das Syntheseverfahren patentieren. Ab 1962 vermarktete Lilly das Präparat Brevimytal. Seit 2001 existiert eine enantioselektive Synthese.

## Handelsnamen
Brevimytal (Deutschland), Brietal (Österreich), Brevital (Vereinigte Staaten, Kanada)